# Gerhard Zandberg
Gerhard Zandberg (Pretoria, Sudáfrica, 23 de abril de 1983) es un nadador sudafricano especializado en pruebas de estilo espalda corta distancia, donde consiguió ser medallista de bronce mundial en 2011 en los 50 metros.

## Carrera deportiva
En el Campeonato Mundial de Natación de 2003 celebrado en Barcelona ganó la medalla de bronce en los 50 metros estilo espalda, tras el alemán Thomas Rupprath y el australiano Matt Welsh; ocho años después, en el Campeonato Mundial de Natación de 2011 celebrado en Shanghái ganó la medalla de bronce en los 50 metros estilo espalda, con un tiempo de 24.66 segundos, tras el británico Liam Tancock  (oro con 24.50 segundos) y el francés Camille Lacourt  (plata con 24.57 segundos).